# Aeroporto Internazionale di Harare
L'Aeroporto Internazionale di Harare (IATA: HRE, ICAO: FVRG) è un aeroporto zimbabwese che serve la città di Harare, capitale dello stato africano, situato a 15 km a sud dal suo centro.
La struttura, posta all'altitudine di 750 m / 4 887 ft sul livello del mare, è dotata di un terminal dalla capienza di 500 posti in partenza ed in arrivo, una torre di controllo e di una pista d'atterraggio con orientamento 11/29, con fondo in asfalto, lunga 4 725 m per 46 m di larghezza (15 502 x 148 ft), adatta quindi ad operare con aerei del tipo Boeing 747, Boeing 777 o equivalenti.
L'aeroporto, gestito dal Civil Aviation Authority of Zimbabwe (CAAZ), è di tipo congiunto, civile e militare: aperto al traffico commerciale, effettua attività secondo le regole del volo strumentale (IFR), ma è anche utilizzato dai reparti della Air Force of Zimbabwe.